# Descriptio Moldaviae

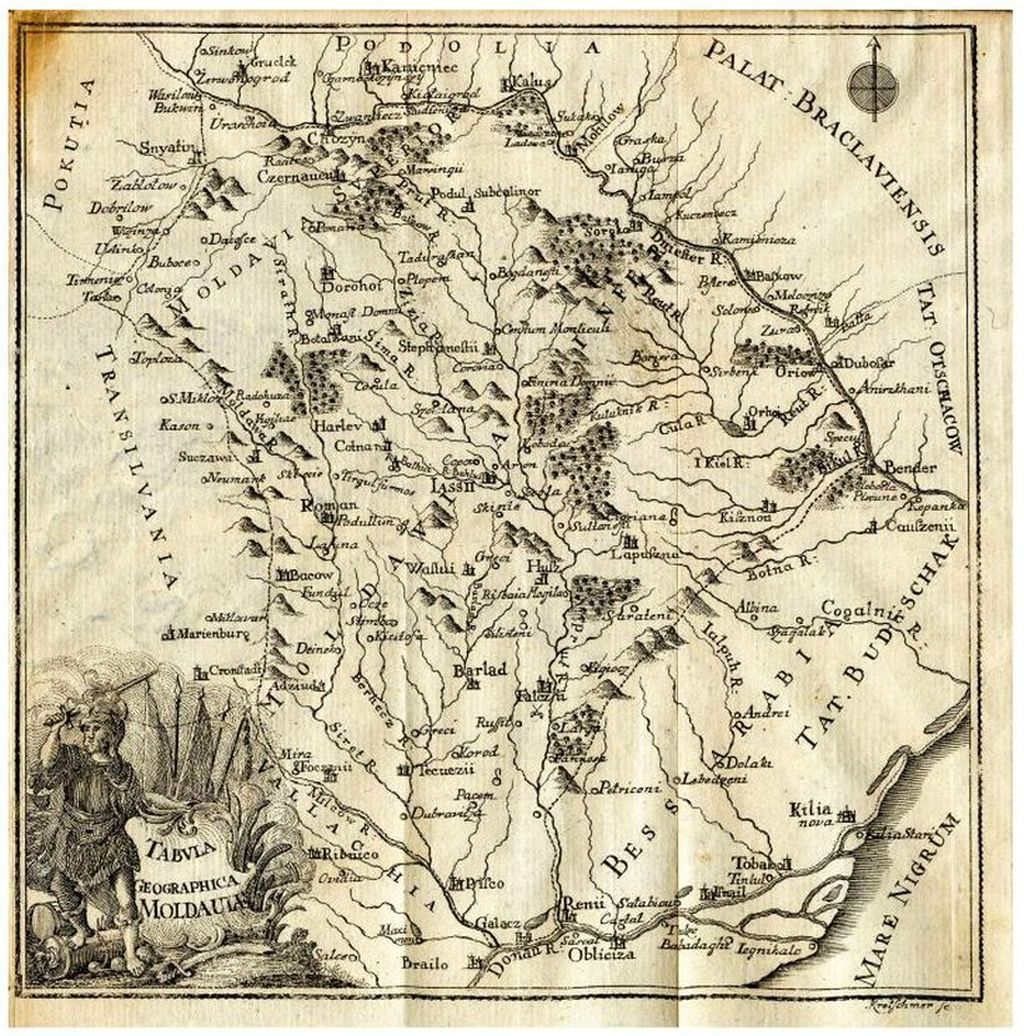
Harta Moldovei în lucrarea „Descriptio Moldaviae”

Descriptio Moldaviae (sau Descriptio antiqui et hodierni status Moldaviae, în română Descrierea stării de odinioară și de astăzi a Moldovei) este una din cele mai importante opere ale lui Dimitrie Cantemir, scrisă în latină între 1714 și 1716, pe când fostul domn al Moldovei trăia în Rusia. Cartea, un document de primă mână asupra istoriei Moldovenilor, a fost scrisă de Cantemir la cererea Academiei din Berlin, cu scopul de a deveni membrul Academiei din Berlin. Lucrarea a fost tradusă în limbile germană, rusă, greacă, română etc.

## Conținut
Lucrarea are un caracter enciclopedic, conținând descrieri pertinente și complete de natură geografică, politică, administrativă, organizatorică, socială, lingvistică, etnografică ale Moldovei. Țara Moldovei este prezentată cu istoria sa, geografia fizică, fauna, instituțiile sale, structura socială și viața poporului. Ediția princeps a fost tradusă în l. germană (Frankfurt și Leipzig,  1771), de un geograf și profesor german, Anton Fiedrich Büsching, cu ajutorul lui Johan Ludwig Redslob, iar prima traducere în l. română a fost făcută în 1806, de către banul Vasile Vârnav și a fost publicată pentru întâia oară la Mănăstirea Neamț, în 19 august 1825, sub titlul "Scrisoarea Moldovei". Vasile Vârnav, fiul lui Dumitrachi Vârnav, a fost ridicat la rangul de mare ban, în ianuarie 1824, de către domnitorul Moldovei, Ioniță Sandu Sturza. 
A doua ediție în l. română apare la Iași în anul 1851, după traducerea lui Vasile Vârnav, sub îngrijirea lui Costache Negruzzi, iar ediția a treia apare tot la Iași, în 28 noiembrie 1885, fiind îngrijită de Teodor Boldur-Lățescu, redactorul ziarului Moldova.  În 1909, în Biblioteca Socec, nr. 10-11, a fost publicată o nouă ediție, preluată după cea publicată în 1825.
Descriptio Moldaviae cuprinde trei părți: 
- Prima parte este consacrată descrierii geografice a Moldovei, a munților, a apelor și a câmpiilor. Dimitrie Cantemir a elaborat prima hartă cunoscută a Moldovei. A prezentat flora și fauna, târgurile și capitalele țării de-a lungul timpului.

- În partea a doua a lucrării este înfățișată organizarea politică și administrativă a țării. S-au făcut referiri detaliate la forma de stat, alegerea sau scoaterea din scaun a domnilor, la obiceiurile prilejuite de înscăunarea domnilor sau de mazilirea lor, de logodnă, nunți, înmormântări.

- În ultima parte a lucrării, intitulată Despre cele bisericești și ale învățăturii în Moldova  există informații despre graiul moldovenilor, despre slovele folosite, care la început au fost latinești, "după pilda tuturor celorlalte popoare al căror grai se trage din cel roman[4].

Lucrarea prezintă interes nu numai pentru descrierea geografică sau politică bine documentată, ci și pentru observațiile etnografice și folclorice. Dimitrie Cantemir a fost primul cărturar român care a cuprins în sfera cercetărilor sale etnografia și folclorul. 
Pentru istorici, Descrierea Moldovei este cea mai prețioasă dintre lucrările lui Dimitrie Cantemir, fiind singura descriere a societății și a statului feudal moldovenesc datorată unui român.
Partea I conține descrierea împărțirii Moldovei în ținuturi, cu prețioase amănunte administrative și economice, de asemenea descrierea munților, apelor, câmpiilor și pădurilor, deci constituie geografie fizică și economică. O notă distinctivă a viziunii cantemirești este poezia vechii Moldove: "Nu se poate afla nicăieri în vreo altă țară cît Moldova de mică atâtea ape și natura împodobită de asemenea locuri minunate ca aici". Apele clocotesc de pești, pe care oștenii îi prind cu sulița, aducându-i vii la masa domnească. În Ineu oile pasc o iarbă înrourată, grasă ca untul. Solul mustește de fierberea mineralelor...Aurul curge pe rîuri, fierul se coagulează în bulgări mari la suprafața pământului...Pentru cunoașterea directă a documentului, se redă un fragment din cap.IV "Despre ținuturile și tîrgurile de astăzi din Moldova": 

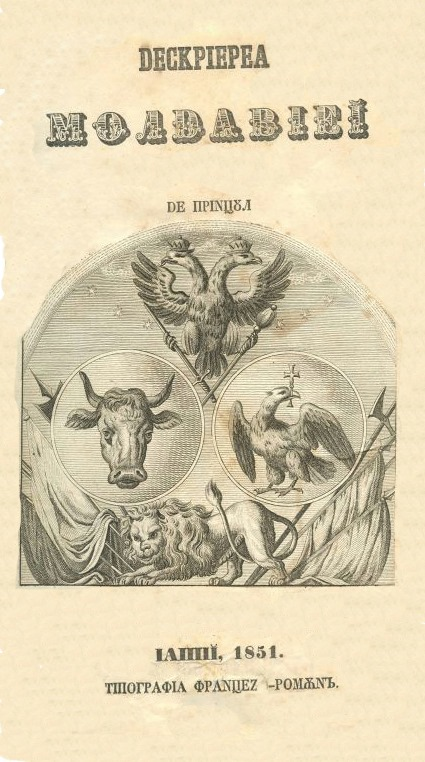
Ediția din 1851

Ținutul Iașilor (în latină, Iassiens). Aici este urbea Iași (Iassi) lângă râul Bahlui, cu patru milliarie (în trad. mile) mai sus de vărsarea lui în Prut. Aici e scaunul țării pe care l-a mutat Ștefan Voevod din Suceava, pentru ca să poată apăra țara mai bine din mijlocul ei contra năvălirii Turcilor și Tătarilor, observând că-i venea mai greu a face aceasta din Suceava, atât de departe de marginele barbarilor. Mai înainte de aceasta era un sat prost, în care abia se așezaseră vreo trei sau patru țărani; avea și o moară în care era un morar bătrân, numit Ion, căruia îi zicea cu un diminutiv Iassi. Numele acestui om a voit Domnul să-l păstreze urbea ce a făcut dânsul, în care a zidit mai întâi o biserică care azi este catedrală, închinată Sfântului Nicolae și după aceea și alte palate pentru sine și pentru boierii săi..." Este necesar de notat că Ștefan cel Mare stătea într-adevăr uneori la Iași, dar orașul a devenit capitală abia în 1564, în timpul lui Alexandru Lăpușneanu. Totodată, este de remarcat că cu toate cercetările făcute până azi, nu s-a găsit încă o explicație satisfăcătoare pentru numele orașului Iași. 
În partea a II-a, politică, primele capitole tratează despre domnie. În aceste prime capitole sunt prețioase în primul rând informațiile despre ceremoniile de la înscăunarea, scoaterea din domnie, confirmarea domnilor, precum și reproducerea unor texte de acte oficiale care nu se cunosc din alte izvoare. Capitolul VI, despre "Boierii din Moldova și stările lor", adică despre dregători, este de mare valoare pentru definirea dregătoriilor și drepturilor (atribuțiilor) lor, în vremea autorului, însă Cantemir crede că toate dregătoriile au fost înființate de către "Alexandru I, numit cel Bun". În realitate, nu Alexandru cel Bun a înființat "dregătoriile" din Moldova, ci ele existau și înaintea acestui domn. 
Capitolul VII, "Despre oastea moldovenească" descrie oastea pe care a văzut-o Cantemir, pe care a ridicat-o în lupta alături de ruși la 1711. Capitolul al XI-lea , "Despre legile țării Moldovei" și al XII-lea "Despre divanul de judecată al domnului și al boierilor" descriu vechea structură internă a Moldovei feudale. Dimitrie Cantemir ca domn a judecat și cunoștea bine procedura judecății din vremea lui. 
Capitolul al XIII-lea, "Despre veniturile vechi și cele de acum ale Moldovei" reflectă împrejurările în care veniturile statului încep să se deosebească de ale domnului (vistieria și cămara). 
Capitolul al XV-lea "Despre boierimea moldovenească" a stârnit multe discuții în istoriografia noastră. Teoria lui Cantemir despre originea clasei boierești din Moldova din suita de fruntași militari ai lui Dragoș, descălecătorul Moldovei, pe care acesta și domnii următori i-ar fi împroprietărit în satele din Moldova, pustiite de năvălirile tătarilor, nu este exactă. Țara nu a fost niciodată pustie, aproape întreg teritoriul era locuit. Pentru unele regiuni (Vrancea, orașele Baia, Siret etc.) există atestări documentare anterioare venirii lui Dragoș din Maramureș, în aceste locuri. 
Partea a III-a despre literatură și biserică, limbă și școli cuprinde informații despre vechea organizare a bisericii și despre "învățătura" în vremea lui Cantemir.